# Lista de vereadores de Euclides da Cunha da 20.ª legislatura
Esta é a lista de vereadores de Euclides da Cunha para a legislatura 2025–2028.

## Vereadores
Estes são os vereadores eleitos nas eleições de 6 de outubro de 2024. Das quinze vagas em disputa, o placar foi de sete para o PDT, cinco para o PT e três para o PSD.
|    | Nome                                                                            | Partido                               | Votos | %    | Observações                                                            |
| -- | ------------------------------------------------------------------------------- | ------------------------------------- | ----- | ---- | ---------------------------------------------------------------------- |
| 1  | Luis Alberto Matos Lívio de Abreu, Luis Mattos (Euclides da Cunha, 16.06.1997-) | Partido dos Trabalhadores (PT)        | 1.961 | 5,32 |                                                                        |
| 2  | Norma da Silva Abreu, Professora Norma (Euclides da Cunha, 08.06.1970-)         | Partido dos Trabalhadores (PT)        | 1.903 | 5,16 |                                                                        |
| 3  | Valdemir Dias Carneiro (Euclides da Cunha, 11.08.1977–)                         | Partido Social Democrático (PSD)      | 1.550 | 4,21 |                                                                        |
| 4  | Ireno Barreto Miranda (Euclides da Cunha, 05.04.1965–)                          | Partido Democrático Trabalhista (PDT) | 1.530 | 4,15 |                                                                        |
| 5  | João Batista Pires Reis, Tita da Água (2025-2026) (Macururé, 13.02.1957–)       | Partido Democrático Trabalhista (PDT) | 1.525 | 4,14 |                                                                        |
| 6  | Neilton Silva Rocha (Euclides da Cunha, 15.11.1965–16.03.2025)                  | Partido Democrático Trabalhista (PDT) | 1.509 | 4,10 | Faleceu por complicações de um infarto em 16 de março de 2025.         |
| 7  | Bolivar Francisco Alves de Abreu (Euclides da Cunha, 05.02.1942–)               | Partido Democrático Trabalhista (PDT) | 1.497 | 4,06 |                                                                        |
| 8  | Taysa Santos Silva, Taysa do Cacique Flávio (Euclides da Cunha, 26.03.1984-)    | Partido dos Trabalhadores (PT)        | 1.490 | 4,04 |                                                                        |
| 9  | José Batista dos Reis, Adriano Reis (Euclides da Cunha, 30.05.1975-)            | Partido Democrático Trabalhista (PDT) | 1.463 | 3,97 |                                                                        |
| 10 | Silvio da Silva Ribeiro, Silvio de Napinho (Euclides da Cunha, 15.01.1978–)     | Partido Democrático Trabalhista (PDT) | 1.435 | 3,89 |                                                                        |
| 11 | Givanilson Andrade da Franca (Euclides da Cunha, 23.07.1990–)                   | Partido Democrático Trabalhista (PDT) | 1.431 | 3,88 |                                                                        |
| 12 | Adailton de Jesus Góis, Neguinho de Luxo (Euclides da Cunha, 20.11.1982-)       | Partido dos Trabalhadores (PT)        | 1.345 | 3,65 |                                                                        |
| 13 | Genildo Costa de Melo, Nenem de Diassis (Euclides da Cunha, 08.03.1975–)        | Partido dos Trabalhadores (PT)        | 1.276 | 3,46 |                                                                        |
| 14 | Ednalvo Guerra Matos (Ribeira do Amparo, 27.06.1967-)                           | Partido Social Democrático (PSD)      | 1.206 | 3,27 |                                                                        |
| 15 | Luiz Agres de Carvalho Filho, Luizinho de Lula (Salvador, 01.06.1975–)          | Partido Social Democrático (PSD)      | 1.141 | 3,10 |                                                                        |
| -  | Diego Costa dos Santos (Euclides da Cunha, 01.02.1990–)                         | Partido Democrático Trabalhista (PDT) | 1.203 | 3,26 | Efetivado no dia 31 de março de 2025 na vaga do vereador Neilton Rocha |

## Legenda
| Cor  | Significado          |
| Bege | Presidente da Câmara |
| Azul | Suplente             |

## Composição das bancadas
| Partido | Líder       | Bancada | Posição  |
| ------- | ----------- | ------- | -------- |
| PDT     | Bolivar     | 7 / 15  | Governo  |
| PT      | Luis Mattos | 5 / 15  | Governo  |
| PSD     | Valdemir    | 3 / 15  | Oposição |

| Bloco    | Líder            | Bancada |
| -------- | ---------------- | ------- |
| Governo  | Nenem do Diassis | 12 / 15 |
| Oposição | Valdemir         | 3 / 15  |

## Mesa Diretora
| Mesa Diretora (2025–2026) |                       |                        |         |                           |
| Nome                      | Início do mandato     | Fim do mandato         | Partido | Cargo                     |
| João Batista Pires Reis   | 1º de janeiro de 2025 | 31 de dezembro de 2026 | PDT     | Presidente da Câmara      |
| Norma da Silva Abreu      | 1º de janeiro de 2025 | 31 de dezembro de 2026 | PT      | Vice-presidente da Câmara |
| José Batista dos Reis     | 1º de janeiro de 2025 | 31 de dezembro de 2026 | PDT     | 1º Secretário             |
| Taysa Santos Silva        | 1º de janeiro de 2025 | 31 de dezembro de 2026 | PT      | 2º Secretário             |

| Mesa Diretora (2027–2028) |                               |                            |                           |                      |
| width="250" Nome          | width="130" Início do mandato | width="150" Fim do mandato | width="170" Partido       | width="190" Cargo    |
|                           | 1º de janeiro de 2027         | 31 de dezembro de 2028     |                           | Presidente da Câmara |
|                           | 1º de janeiro de 2027         | 31 de dezembro de 2028     | Vice-presidente da Câmara |                      |
|                           | 1º de janeiro de 2027         | 31 de dezembro de 2028     | 1º Secretário             |                      |
|                           | 1º de janeiro de 2027         | 31 de dezembro de 2028     | 2º Secretário             |                      |